# Mary Ward
Mary Ward (magyarosan Ward Mária)  (Mulwith, 1585. január 23. – Hewarth, 1645. január 30.) a Boldogságos Szűz Mária Intézete (Institutum Beatae Mariae Virginis) rend alapítója.

## Élete
Az angliai Mulwith-ben, a yorkshire-i Ripon közelében született 1585-ben, amikor az anglikánok véresen üldözték a katolikusokat, ennek ellenére családja szilárdan kitartott a hite mellett. Már fiatal korában szerzetes akart lenni, de erre Angliában nem volt lehetősége, ezért azt tervezte, hogy külföldre megy. Ismerősei és családja ellenkezése dacára 21 éves korában a flandriai Saint-Omerben a klarisszák kolostorába vonult, ahol kolduló nővérként szolgált. Egy év múlva elhagyta ezt a konventet és új rendházat alapított ugyanott a klarissza rend angol tagjai számára. 1609-ig itt élt mint novícia, de ekkor belső sugallatra érezte, hogy valami mást kell tennie.

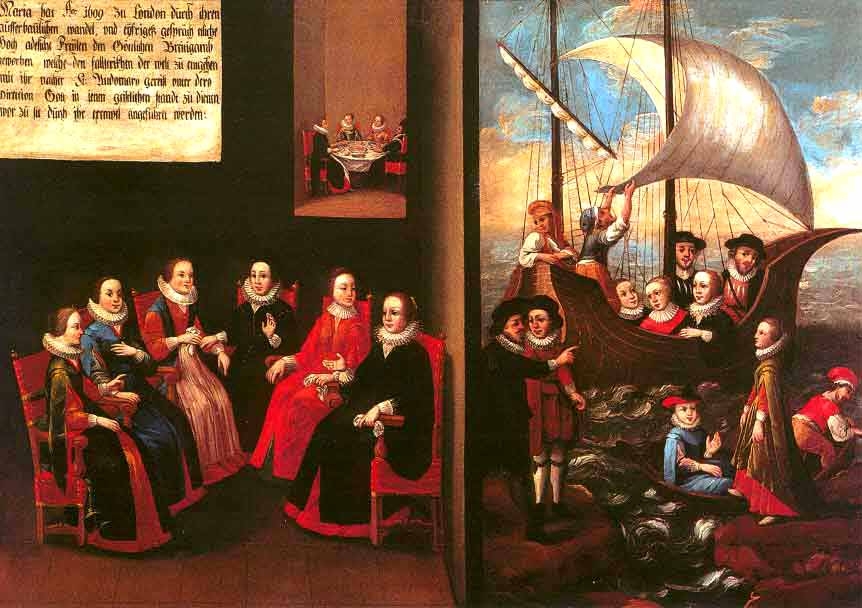
1609-ben társaival együtt Saint-Omerbe hajózik (ismeretlen szerző korabeli festménye)

Visszatért Angliába, ahol kolostoron kívül folytatott apostoli és szociális tevékenységet. Betegeket ápolt, gyermekeket oktatott a hitigazságokra, szegényeket gondozott. A titokban végzett munkájához hamarosan többen is csatlakoztak, és az angol lányok oktatását, nevelését tűzték ki céljukul. A biztonságos Saint-Omerben rendezték be iskolájukat, ahol szükség esetén betegek ápolásával is foglalkoztak. 1611-ben itt kívánta megalapítani új szerzetesi közösségét, mely a jezsuita rend alapszabályához hasonló módon működött, de klauzúra (elzártság) nélkül, hogy az emberek jólétéért és üdvéért szabadon tudjanak munkálkodni.
Ward Mária háromszor utazott Rómába, hogy pápai jóváhagyást kapjon közössége számára, mely addigra Saint-Omeren kívül számos európai városban (többek között Londonban, Kölnben, Münchenben, Rómában, Bécsben és Pozsonyban) tartott fenn intézeteket fiatal lányok nevelésére, tanítására. Ennek ellenére szervezetét és személyét folyamatos támadások érték a katolikus egyházon belülről, elsősorban művének újszerűsége és a jezsuita rend ellenállása miatt. Végül VIII. Orbán pápa 1631-ben az intézetet feloszlatta, sőt Máriát eretneknek nyilvánította és a müncheni klarissza kolostorba záratta. Miután az inkvizíciós vizsgálat felmentette, visszatért hazájába és hátralevő éveit Anglia megtérítésének szentelte Londonban és Yorkban. 1645-ben hunyt el a Yorkhoz közeli Hewarthban.

## Emlékezete
- Szabályzatát jóval később, 1703-ban hagyták jóvá, az angolkisasszonyok rendjét pedig 1877-ben engedélyezték. A Szent Ignáci konstitúciók használatának jogát 1978-ban kapták meg. A közösség 2002-től – az alapító szándéka szerint – a Congregatio Jesu nevet vette fel.
- Magyarországon Budapesten, Egerben és Veszprémben vannak rendházaik; iskolát már csak a fővárosban működtetnek.